# Żona fil-Baħar fin-Nofsinhar
Żona fil-Baħar fin-Nofsinhar este o arie protejată (arie de protecție specială avifaunistică — SPA) din Malta întinsă pe o suprafață de 83.485,96 ha, integral marine.

## Localizare
Centrul sitului Żona fil-Baħar fin-Nofsinhar este situat la coordonatele 35°33′08″N 14°17′53″E / 35.5522°N 14.2981°E.

## Înființare
Situl Żona fil-Baħar fin-Nofsinhar a fost declarat arie de protecție specială avifaunistică în noiembrie 2016 pentru a proteja 2 specii de animale.

## Biodiversitate
Situată în ecoregiunea marină mediteraneană, aria protejată nu include niciun habitat protejat.
La baza desemnării sitului se află mai multe specii protejate de  păsări (2): Calonectris diomedea, Puffinus yelkouan.